# Teodozjusz (Wasniew)
Teodozjusz, imię świeckie Siergiej Wasniew (ur. 26 stycznia 1961 w Piczajewie) – rosyjski biskup prawosławny.

## Życiorys
Urodził się w rodzinie kapłana prawosławnego. Po odbyciu zasadniczej służby wojskowej wstąpił w 1981 do moskiewskiego seminarium duchownego, które ukończył z wyróżniającymi wynikami w trzy lata później. W tym samym roku rozpoczął wyższe studia teologiczne w Moskiewskiej Akademii Duchownej. Ukończył je na wydziale teologicznym uniwersytetu w Preszowie w 1988. 22 sierpnia 1987 złożył wieczyste śluby zakonne w Monasterze Daniłowskim przed metropolitą mińskim Filaretem. 28 sierpnia 1987 biskup kaszyrski Teofan wyświęcił go na hierodiakona. 1 stycznia 1988 na polecenie patriarchy moskiewskiego i całej Rusi Pimena wyjechał do Karlowych War, gdzie służył jako diakon w cerkwi Świętych Piotra i Pawła. 12 lipca 1988 w tej samej świątyni biskup podolski Włodzimierz wyświęcił go na kapłana. W sierpniu 1990 wrócił do Monasteru Daniłowskiego. W 1992 patriarcha Moskwy i całej Rusi Aleksy II nadał mu godność igumena.
26 kwietnia 1993 został wyznaczony naczelnikiem rosyjskiej misji prawosławnej w Jerozolimie. 22 maja tego samego roku patriarcha Jerozolimy Diodor I nadał mu godność archimandryty. 12 marca 2002 otrzymał nominację na biskupa wietłuskiego, wikariusza eparchii niżnonowogrodzkiej. Uroczysta chirotonia miała miejsce 21 kwietnia w soborze Chrystusa Zbawiciela w Moskwie z udziałem patriarchy Moskwy i całej Rusi Aleksego II, metropolitów smoleńskiego i kaliningradzkiego Cyryla, krutickiego i kołomieńskiego Juwenaliusza, sołnecznogorskiego Sergiusza, wołokołamskiego i juriewskiego Pitirima, taszkenckiego i Azji Środkowej Włodzimierza (Ikima), arcybiskupów niżnonowogrodzkiego i arzamaskiego Eugeniusza, istrińskiego Arseniusza, wieriejskiego Eugeniusza, biskupów filipolskiego Nifona z Patriarchatu Antiochii, oriechowo-zujewskiego Aleksego, dmitrowskiego Aleksandra, siergijew-posadskiego Teognosta, permskiego i solikamskiego Irynarcha oraz briańskiego i siewskiego Teofilakta. Od 26 grudnia 2002 jest biskupem ordynariuszem eparchii tambowskiej, którą od 11 października tego samego roku zarządzał jako locum tenens.
Od 2012 nosi tytuł biskupa tambowskiego i rasskazowskiego w związku ze zmianą granic eparchii. W tym samym roku został mianowany zwierzchnikiem nowo powołanej metropolii tambowskiej. W związku z tą decyzją patriarcha Cyryl nadał mu 3 stycznia 2013 godność metropolity.